# Mayacnephia osborni
Mayacnephia osborni is een muggensoort uit de familie van de kriebelmuggen (Simuliidae). De wetenschappelijke naam van de soort is voor het eerst geldig gepubliceerd in 1943 door Stains and Knowlton.